# آکیرا توزاوا
آکیرا توزاوا (انگلیسی: Akira Tozawa؛ زادهٔ ۲۲ ژوئیهٔ ۱۹۸۵) کشتی‌گیر کشتی حرفه‌ای اهل ژاپن است. او کشتی گیر حال حاضر شوی راو کمپانی دبلیو دبلیو ای است. آکیرا توزاوا قهرمان سابق سبک وزن (کروزر وایت) ان اکس تی است. او همچنین پنج بار قهرمان کمربند ۲۴/۷ دبلیو دبلیو ای شده است.